# Pseudochaeta
Pseudochaeta là một chi ruồi trong họ Tachinidae.

## Các loài
- Phân chi Metopiop Townsend, 1912[6]

- Pseudochaeta mirabilis (Townsend, 1912)
- Pseudochaeta pyralidis Coquillett, 1897 

- Phân chi Phaenopsis Townsend, 1912[6]

- Pseudochaeta arabella (Townsend, 1912)
- Pseudochaeta venusta (Reinhard, 1946) 

- Phân chi Pseudochaeta Coquillett, 1895[1]

- Pseudochaeta argentifrons Coquillett, 1895
- Pseudochaeta brooksi Sabrosky & Arnaud, 1963 
- Pseudochaeta clurina Reinhard, 1946 
- Pseudochaeta finalis Reinhard, 1946 
- Pseudochaeta frontalis Reinhard, 1946 
- Pseudochaeta marginalis Reinhard, 1946 
- Pseudochaeta perdecora Reinhard, 1946 
- Pseudochaeta robusta (Reinhard, 1924) 
- Pseudochaeta siminina Reinhard, 1946 

- Chưa được xếp phân nhóm

- Pseudochaeta curepei Thompson, 1964
- Pseudochaeta flavipalpis Thompson, 1964
- Pseudochaeta latitarsus Thompson, 1964
- Pseudochaeta cminuta (Wulp, 1890)
- Pseudochaeta nitens Thompson, 1964
- Pseudochaeta syngamiae Thompson, 1964
- Pseudochaeta trinitatis Thompson, 1964